# Richard Rorty
Richard McKay Rorty (4 de octubre de 1931-8 de junio de 2007) fue un filósofo estadounidense.

## Inicio
Rorty asistió a la Universidad de Yale. Pasó el inicio de su carrera tratando de conciliar sus creencias e intereses personales con la búsqueda platónica de la verdad. En su disertación doctoral, The concept of Potentiality y en su primer libro (como editor), The Linguistic Turn (1967), prevalecía el modo analítico. Sin embargo, gradualmente se puso al tanto con el movimiento filosófico estadounidense conocido como pragmatismo, particularmente con los escritos de John Dewey, al igual que con el notable trabajo hecho por filósofos post-analíticos como W.V.O. Quine y Wilfrid Sellars, quienes produjeron un cambio en su pensamiento.
Los pragmáticos generalmente sostienen que la importancia de una idea debe ser medida por su utilidad o eficacia para lidiar con un problema dado. Esta noción se remite, especialmente, a William James, quien, en su libro Pragmatismo, estableció que las ideas deben ser consideradas no como válidas en sí mismas sino como "guías para la acción".
La postura de William James significó un gran cambio dentro del pensamiento occidental. Su premisa fundamental es el "integralismo". James afirmó (hacia 1906) que la filosofía occidental no había hecho sino vivir yendo de un extremo a otro en el entendimiento de la existencia: de Parménides (como algo siempre estático) a Heráclito (como algo siempre cambiante), de Aristóteles (con su insistencia en lo material como criterio de verdad) a Platón (con su insistencia en las ideas como parámetro de lo cierto), de Hegel (con su idealismo) a Comte (con su materialismo). Y así sin jamás lograr una concepción mesurada de la existencia, donde lo cambiante y lo estable, lo material y lo abstracto, armonizaran.

## Contra los metafísicos
Las críticas de Rorty se centraron en cuestionar la filosofía basada en la metafísica que parece obsesionada con ponerse en un lugar privilegiado desde el cual someter y limitar toda la realidad bajo el juicio soberano de una razón omnipotente (crítica que inauguró con su best seller de 1979 La filosofía y el espejo de la naturaleza). Ese modo de hacer filosofía es el que para Rorty termina divorciándose de la realidad y es el que, finalmente, genera una filosofía que sólo habla de sí misma y que gira sobre sí misma en una especie de metalenguaje. Rorty aclaró que el problema lo tienen incluso aquellos que quieren escapar de la metafísica (como Derrida) y que asumen esta tarea con un dramatismo innecesario. "Derrida habla como si este elegante dilema de manual fuese real", como si este problema estuviera "haciendo la vida imposible no sólo a los ingeniosos aficionados a los juegos de palabras como él, sino al conjunto de la sociedad".[cita requerida]

## Filosofía literaria
El lado más irónico de Rorty aparece cuando desacraliza el lenguaje de la filosofía y lo empieza a considerar como un lenguaje más, incluso homologándolo con la literatura. Por ejemplo, planteó que, en vez de pensar un tratado sistemático sobre la moral, en la propia literatura ya es posible encontrar fuentes que sirven para inspirar moralmente. Para ello tomó como modelo a Henry James, Marcel Proust y el poeta americano Walt Whitman (Rorty tenía una cátedra de literatura en Stanford).
Pero estos temas literarios están relacionados con la fuente de la cual se nutre Rorty: el filósofo Ludwig Wittgenstein. Partiendo de lo anterior encontramos frases como: "La física y metafísica que han sido importantes y revolucionarias han sido siempre 'literarias' en el sentido de que han abordado el problema de introducir una nueva jerga y han dejado de lado los 'juegos de lenguaje' vigentes" (Essays on Heidegger and others: philosophical papers, 1991, página 99).

## Puros juegos de lenguaje
Para Rorty, la expresión 'juegos de lenguaje' le permite hacer comprender que la filosofía de corte metafísico (la que estudia las grandes preguntas que buscan distinguir y zanjar lo verdadero de lo aparente) está destinada al fracaso por culpa de interrogantes e intenciones que no conducen a nada. Finalmente, para Rorty y para Wittgenstein, los humanos simplemente nos movemos en el lenguaje y en las prácticas sociales que lo generan: Preguntarse por los límites o si existe una entidad fuera del tiempo que sostiene y le da sentido a esos 'juegos de lenguaje' es, o bien, una práctica inútil, o bien, sólo un juego más. Ideas como estas son las que hicieron de Rorty un pragmatista que actuaba como una suerte de terapeuta (como Wittgenstein) dedicado a quitarle a los filósofos el afán de preguntarse por asuntos inefables que están más allá de la temporalidad. En lugar de enredarse en eso, Rorty pensaba que el fin de toda investigación debiera ser "hacernos más felices permitiéndonos afrontar con más éxito el entorno físico y la convivencia".

## Política
La infancia del pragmatista Rorty no fue del todo tranquila ni en su natal Nueva York ni en Nueva Jersey. Sus padres, simpatizantes del trotskismo, sufrieron paranoia cuando comenzó la persecución estalinista contra Trotski y después al vivir de cerca la cacería que hizo el macartismo al comunismo. Esta herencia ideológica explica en parte que Rorty fuera crítico del giro que ha tenido la política norteamericana hacia la derecha. Junto con rechazar la invasión de Irak, reconoció que eventos como los ataques terroristas del 11 de septiembre son la excusa perfecta para que personajes como Bush puedan llevar a que Estados Unidos sea dominado por un nuevo fascismo.

## Contingencia, ironía y solidaridad
En su prestigiosa obra Contingencia, ironía y solidaridad Rorty despliega su noción sobre la contingencia del “yo”. Allí rechaza las concepciones esencialistas y universalistas (bien sean estas de raigambre metafísica, teológica o racional) y defenderá una concepción historicista, haciendo especial énfasis en la contingencia del “yo” o en la contingencia de la conciencia. Esto último quiere significar que el ser humano se define a sí mismo y, con ello, se va creando sin que exista ningún elemento externo que lo constituya de forma a priori.